# Kristian Møhl
Karl Kristian Møhl(-Hansen) (20. februar 1876 i Ibsker, Bornholm – 7. december 1962 i København ) var en dansk maler.
Han havde stået i malerlære og gået på teknisk skole inden han fra april 1895 til januar 1896 var elev på kunstakademiet. Til trods for den korte elevtid fik han dog akademistipendier 1905, 1906 og 1912, samt 1911 Raben-Levetzaus Legat og 1914 og 1925 Bernh. Hirschsprungs Legat. Af stor betydning for hans kunstneriske udvikling blev elevtiden på Zahrtmanns Skole 1896-99. Han rejste til Italien 1904, London 1907, Spanien 1920, Holland 1926 og 1929 og Paris 1926 og 1937. Han debuterede på Charlottenborgs forårsudstilling 1899, men udstillede ellers oftest på Den Frie, hvor han blev medlem 1901. I udlandet vistes hans malerier og kunstindustri blandt andet på Den baltiska utställningen 1914 i Malmö hvor han dekorerede det danske hus, på udstillingen af nyere dansk kunst 1919 i Liljevalchs konsthall i Stockholm, på den internationale udstilling 1925 i Paris og i Helsingfors 1928. Han havde blandt andet separatudstillinger i Kunstindustrimuseet 1909, i Den frie 1923, i Kunstforeningen 1928 og 1935 og i Kunsthallen 1950. 1920 modtog han Eckersberg Medaillen for et maleri og 1925 i Paris en guldmedalje for tekstilarbejder.
Som maler knytter Kristian Møhl sig til en dansk landskabstradition med rødder tilbage til P.C. Skovgaard, tilsat en vis inspiration fra Corot . Hans indgående naturstudier, ofte i akvarel, er mere interessante end de større malerier der i offentligt eje findes på Statens Museum for Kunst og på kunstmuseerne i Maribo, Tønder og Ålborg.
Han udførte et par gravmæler i sandsten for familiemedlemmer og var allerede tidligt også virksom som kunsthåndværker. I 1890'erne tegnede han broderiudkast til frøknerne Marie Bindesbøll og Kristiane Konstantin-Hansens broderiforretning og senere bl.a. til Clara Wæver og udkast til vævninger til Mette Vestergaard. En kort tid var han hos Bing & Grøndahl, og også sølvsmedekunsten nød godt af hans dekorative evner idet han tegnede for både Georg Jensen, Birgitte Eriksen og A. og F. Dragsted. Hans virksomhed omfattede endvidere bogomslag for Gyldendal, tapeter og tekstiler. Hans naturstudier kom kunstindustrien til gode idet motiverne ofte er hentet fra dyre- og planteverdenen. Stilistisk begyndte han i et art nouveau-påvirket formsprog der i Danmark blev til skønvirkestilen for i 20'erne at følge tidens dekorative stilretning. Hans kunstindustrielle arbejder kan ses i Kunstindustrimuseet og tegninger hertil i kobberstiksamlingen.